# Söt Likör
Söt Likör är Karlstads universitets damkör och bildades 1987 vid dåvarande Högskolan i Karlstad. Kören består främst av kvinnor studerande vid Karlstads universitet.
Söt Likör genomför regelbundet konserter tillsammans med kända artister, såsom Christer Nerfont, Svante Thuresson och Linnea Henriksson (2019). Kören har under åren genomfört både större och mindre turnéer, bland annat till USA (2000 och 2005) och Spanien (2003).
År 2013 mottog Söt Likör tillsammans med manskören Sällskapet CMB Karlstads kommuns kulturstipendium till Gustaf Frödings minne. 

## Dirigenter
- 1987 - 2000 Annelise Gundersen
- 2000 - 2006 Erik Rynefors
- 2007 - 2014 Leif Nahnfeldt
- 2015 - 2016 Anna Dahlén Gauffin
- 2015- nuvarande Mats Backlund